# Harråns naturreservat
Harråns naturreservat är ett naturreservat i Ånge kommun i Västernorrlands län.
Området är naturskyddat sedan 2021 och är 176 hektar stort. Reservatet ligger nordost om Ånge och består av Harrån med omgivande myr-sumpskogskomplex med gott om gamla och döda träd och en kalktallskog.